# Dora (2020)
A 2020-as Dora horvát zenei verseny volt, amelynek keretén belül a közönség és a zsűri kiválasztotta, hogy ki képviselje Horvátországot a 2020-as Eurovíziós Dalfesztiválon. A Dora versenyek sorában a 2020-as a huszonegyedik, amely egyúttal eurovíziós nemzeti döntő is.
Az élő műsorban ezúttal is tizenhat dal versenyzett az Eurovíziós Dalfesztiválra való kijutásért. A sorozat ismét egyfordulós volt; 2020. február 29-én csak egy döntőt rendeztek, amelyen a döntést a nézők és a szakmai zsűri együttesen hozták meg.

## Résztvevők
A HRT 2019. december 23-án délután jelentette be az élő műsorba jutottak névsorát. A tizenhat résztvevő mellett négy pótdalt választott ki a műsorsugárzó abban az esetben, ha a többi közül valamilyen oknál fogva nem versenyezhetne vagy visszalépne valamelyik. Pár órával miután kihirdették a résztvevőket az egyik versenyző bejelentette visszalépését. A résztvevők versenydalait egy későbbi időpontban mutatják be.
| Előadó                                   | Dal                           | Nyelv  | Szerző(k) |
| ---------------------------------------- | ----------------------------- | ------ | --------- |
| Aklea Neon                               | Zovi ju mama                  | horvát |           |
| Alen Vitasović & Božidarka Matija Čerina | Da se ne zatare               | horvát |           |
| Bojan Jambrošić                          | Više od riječi                | horvát |           |
| Colonia                                  | Zidina                        | horvát |           |
| Damir Kedžo                              | Divlji vjetre                 | horvát |           |
| Đana                                     | One                           | angol  |           |
| Edi Abazi                                | Coming Home                   | angol  |           |
| Elis Lovrić                              | Jušto                         | horvát |           |
| Goran Karan                              | My Legacy Is Love             | angol  |           |
| Indira Levak                             | You Will Never Break My Heart | angol  |           |
| Jure Brkljača                            | Hajde nazovi me!              | horvát |           |
| Lorena Bućan                             | Drowning                      | angol  |           |
| Lorenzo, Dino Purić & Reper Iz Sobe      | Vrati se iz Irske             | horvát |           |
| Marin Jurić Čivro                        | Naivno                        | horvát |           |
| Mia Negovetić                            | When It Comes to You          | angol  |           |
| Nikola Marjanović                        | Let's Forgive                 | angol  |           |
| Zdenka Kovačiček                         | Love, Love, Love              | angol  |           |
| Pótdalok                                 |                               |        |           |
| Dino Petrić                              | Što si meni ti                | horvát |           |
| Elis Lovrić                              | Jušto                         | horvát |           |
| Marcela Orosi                            | Let me Break Your Heart       | angol  |           |
| Singrlice                                | Zavičaj                       | horvát |           |

## Döntő
A döntőt február 29-én rendezi a HRT tizenhat előadó részvételével Abbáziában, a Marino Cvetkovic Sportközpontban. A végeredményt a nézők és a zsűri szavazatai alakítják ki. 
| # | Előadó                                   | Dal                           | Eredmény |
| - | ---------------------------------------- | ----------------------------- | -------- |
|   | Aklea Neon                               | Zovi ju mama                  |          |
|   | Alen Vitasović & Božidarka Matija Čerina | Da se ne zatare               |          |
|   | Bojan Jambrošić                          | Više od riječi                |          |
|   | Colonia                                  | Zidina                        |          |
|   | Damir Kedžo                              | Divlji vjetre                 |          |
|   | Đana                                     | One                           |          |
|   | Edi Abazi                                | Coming Home                   |          |
|   | Elis Lovrić                              | Jušto                         |          |
|   | Indira Levak                             | You Will Never Break My Heart |          |
|   | Jure Brkljača                            | Hajde nazovi me!              |          |
|   | Lorena Bućan                             | Drowning                      |          |
|   | Lorenzo, Dino Purić & Reper Iz Sobe      | Vrati se iz Irske             |          |
|   | Marin Jurić Čivro                        | Naivno                        |          |
|   | Mia Negovetić                            | When It Comes to You          |          |
|   | Nikola Marjanović                        | Let's Forgive                 |          |
|   | Zdenka Kovačiček                         | Love, Love, Love              |          |

## Az Eurovíziós Dalfesztiválon
Horvátországnak 2020-ban is részt kell vennie az elődöntőben.

### Külső hivatkozások
- 🅦 Weboldal